# 火曜セブン
火曜セブン（かようセブン）は、テレビ東京系列で、2009年1月20日から同年3月3日まで、毎週火曜日の19:00 - 19:56（JST）に放送された再放送枠の冠タイトルである。

## 概要
テレビ東京で火曜19時台に放送されていた『ココリコミリオン家族』が、2008年12月で終了になり、2009年の年明けから春改編までのつなぎ番組として放送された。
番組は、過去にテレビ東京の2時間スペシャル枠（『土曜スペシャル』や『日曜ビッグスペシャル』、『日曜ビッグバラエティ』）で放送された内容を、放送枠の56分間に再編集したものを放送した。
番組タイトルの「火曜セブン」は火曜日の午後7時と、テレビ東京系列の地上デジタル放送のリモコンキーIDの『7』（テレビ愛知は『10』）に由来する。
ローカルセールス枠であったため、TVQ九州放送では同時ネットされず、数ヶ月遅れで別タイトルに改題の上で土曜20時台に放送された。